# Diaea pilula
Diaea pilula là một loài nhện trong họ Thomisidae.
Loài này thuộc chi Diaea. Diaea pilula được Ludwig Carl Christian Koch miêu tả năm 1867.